# Стоколос
Стоколос, бромус, стоколоса (Bromus L.) — рід однорічних або багаторічних рослин з родини злакових (Poaceae).

## Види
За даними спільного енциклопедичний інтернет-проєкт із систематики сучасних рослин Королівських ботанічних садів у К'ю і Міссурійського ботанічного саду «The Plant List» рід містить 169 прийнятих видів (докладніше див. Список видів роду стоколос).
В Україні до 20 видів. Найпоширеніші:
- Стоколос безостий (Bromus inermis Leyss.), росте в усій Україні, багаторічна рослина з кореневищем до 80 — 150 см завдовжки, посухо- і морозостійка; вирощують як добру кормову рослину для коней, великої рогатої худоби, овець, кіз;
- Стоколос польовий (Bromus arvensis L.), бур'ян на полях і к. шляхів, досить часто в лісових та лісостепових смугах;
- Стоколос житній (Bromus secalinus L.), польовий бур'ян (частіше в посівах жита), в лісових і лісостепових смугах б. м., часто заходить у степ долинами річок;
- Стоколос м'який (Bromus hordeaceus).

## Поширення та середовище існування
Ростуть на лісових галявинах, луках, степах, по балках, як звичайний бур'ян на городах.

## Практичне використання
Насіння стоколоса збирали і готували киселі, каші, бовтанки, юшки.